# Chelaseius arnei
Chelaseius arnei är en spindeldjursart som beskrevs av Faraji och Wolfgang Karg 2006. Chelaseius arnei ingår i släktet Chelaseius och familjen Phytoseiidae. Inga underarter finns listade i Catalogue of Life.